# Takayoshi Yoshioka
Takayoshi Yoshioka (Nishihama, 2 giugno 1909 – Fuchu, 5 maggio 1984) è stato un velocista giapponese.

## Biografia
Nel 1927, all'età di 18 anni, si mise in luce in campo internazionale conquistando la medaglia d'argento sui 100 metri e quella di bronzo si 200 ai Giochi dell'Estremo Oriente. Nell'edizione successiva vinse la medaglia d'oro in entrambe le specialità, mentre quattro anni dopo vinse ancora l'oro sui 200 metri e l'argento sui 100.
Partecipò a due edizioni dei Giochi olimpici: Los Angeles 1932 e Berlino 1936, ottenendo i suoi migliori risultati a Los Angeles dove ottenne l'accesso alle finali dei 100 metri, conclusa al sesto posto, e della staffetta 4×100 metri, in cui si classificò quinto.
Nel 1935 eguagliò il record mondiale dei 100 metri con il tempo di 10"3.

## Palmarès
| Anno | Manifestazione  | Sede        | Evento                | Risultato        | Prestazione | Note  |
| ---- | --------------- | ----------- | --------------------- | ---------------- | ----------- | ----- |
| 1932 | Giochi olimpici | Los Angeles | 100 metri             | 6º               |             | [ 1 ] |
| 1932 | Giochi olimpici | Los Angeles | 200 metri             | Quarti di finale |             | [ 2 ] |
| 1932 | Giochi olimpici | Los Angeles | Staffetta 4×100 metri | 5º               |             | [ 3 ] |
| 1936 | Giochi olimpici | Berlino     | 100 metri             | Quarti di finale |             | [ 4 ] |
| 1936 | Giochi olimpici | Berlino     | Staffetta 4×100 metri | Semifinale       |             | [ 5 ] |